# Bernard Cribbins
Bernard Joseph Cribbins, född 29 december 1928 i Oldham i Greater Manchester (i dåvarande Lancashire), död 27 juli 2022 i Weybridge, Surrey, var en brittisk skådespelare, sångare och musikalartist.

## Roller
Cribbins spelade bland annat rollen som Gertrude Stein i Picassos äventyr och som handelsresande sked-försäljare i Pang i bygget-avsnittet "The Hotel inspectors". Han hade även en roll i Alfred Hitchcocks Frenzy från 1972 där han spelade barägare. Han spelade två rollfigurer i samband med TV-serien Doctor Who: i en film baserad på serien, Daleks – Invasion Earth: 2150 A.D. (1966) spelade han Doktorns följeslagare Tom Campbell, och i fjärde säsongen av den nya serien spelade han den återkommande figuren Wilfred Mott.

## Filmografi i urval
- 1960 – Det perfekta alibit
- 1961 – Oss fiender emellan
- 1964 – Crooks in Cloisters
- 1968 – Höj inte bron, sänk floden
- 1972 – Frenzy
- 1973–1975 – Bumlingarna (TV-serie)
- 1975 – Pang i bygget (TV-serie)
- 1978 – Picassos äventyr
- 2003 – Coronation Street (TV-serie)
- 2007–2010 – Doctor Who (TV-serie)
- 2014 – Morden i Midsomer (TV-serie)
- 2023 – Doctor Who (TV-serie) (Postumt)